# Яньці-Хуейський автономний повіт
42°03′40″ пн. ш. 86°34′01″ сх. д. / 42.06117° пн. ш. 86.56704° сх. д.
Яньці-Хуейський автономний повіт (уйг. يەنجى خۇيزۇ ئاپتونوم ناھىيىسى / Yenji Xuyzu Aptonom Nahiyisi, кит. 焉耆回族自治县, пін. Yanqi Huizu zizhixian) — автономний повіт Баянгол-Монгольської автономії в Сіньцзян-Уйгурському автономному районі Китаю. Повіт знаходиться у північно-центральній частині префектури. Яньці-Хуейський автономний повіт має кордон з повітами Хецзін, Баграш, Хошуд та міським повітом Корла Баянгол-Монгольської автономної області. Адміністративний центр — містечко Яньці.
У повіті на відстані 25-30 км на північний захід від містечка Карашар (Яньці) розташовані руїни буддійського храму у Цігесіні.

## Географія
Яньці-Хуейський автономний повіт у середньому розташовується на висоті близько 1060 метрів над рівнем моря. Лежить у долині річки Хайдик-Гол між гірськими пасмами Ербеншань на півночі і Хорошань на півдні.

### Клімат
Повіт знаходиться у зоні, котра характеризується кліматом пустель помірного поясу.

## Адміністративний поділ
Автономний повіт поділяється на 4 муніципалітети (Zhèn) та 4 волості (Xiāng):
- муніципалітет Яньці;
- муніципалітет Чигшин (Цігесін);
- муніципалітет Юннін;
- муніципалітет Дензіл (Сишиліченцзи);
- волость Боркай (Баоерхай);
- волость Бейдачю (Бейдацюй);
- волость Чаганчеке (Чаханьцайкай);
- волость Ухавчю (Ухаоцю).